# チャペック (時計)
Czapek & Cie（チャペック・アンド・シー）は、スイスのジュネーヴに本社を置く高級時計メーカー。

## 概要
名称は、19世紀に活躍した時計師で、パテック・フィリップの共同創業者であるフランティシェック・チャペック（František Čapek）にちなむ。
ハリー・グール、ザビエル・デ・ロックモーレル、セバスティアン・フォロニエらにより設立され、2015年に最初の時計を発表した。
製造拠点はヌーシャテルにある。設計と部品製造を自社で手掛けるマニュファクチュールとは正反対の手法である「水平分業」を標榜しており、ムーブメント設計や部品製造を積極的に外部に委託している。それぞれを高度なノウハウを持った専門業者が担当することで、より高品質な時計を作れるとしている。部品製造サプライヤーの95%は同じヌーシャテル州にあり、それらが製造した部品はチャペックの工房に集められ、時計が組み立てられる。

## 年表
- 1839年 - フランティシェック・チャペック、アントニ・パテックと共に「Patek, Czapek & Cie」を創業[5]。
- 1845年 - チャペックが独立して「Czapek & Cie」を創業[5]。
- 1869年 - この年以降のチャペックの消息は不明。会社はA. Chailletという人物の手に移り、少なくとも1876年まで時計製造を続ける[6]。
- 2011年 - 新会社「Czapek & Cie SA」が設立される[5][1]。
- 2015年 - 初の時計コレクション「ケ・デ・ベルク」を発表[2]。
- 2020年 - スポーツウォッチ「アンタークティック」を発売[7]。